# Евстафий (князь изборский)
Евстафий Фёдорович(?) (умер в 1360) — князь изборский в 1320-1360 годах и псковский в 1349-1360 годах. Его происхождение неизвестно.

## Биография
В 1322 году ливонцы осадили Псков, разрушили большую часть укреплений и готовились к приступу. Евстафий с изборянами внезапно ударил на немецкие обозы за рекой Великой и освободил бывших там русских пленных, а подоспевший литовский князь Давид окончательно заставил немцев удалиться. Псковская летопись описывает эти события так:
В лѣто 6831(1322)... По томъ бяше за 8 недѣль, месяца майя въ 11
день, приидоша Нѣмцы къ Пскову, загордѣвшеся, в силѣ тяжцѣ, без бога, хотяще плѣнити домъ святыя Троица; приехаша в кораблѣх и в лодиях и на конях, с пороки и зъ городы и со инѣми многими замышлении. Тогда же оубиша посадника Солила Олексинича. И стояша оу града 18 днии, пороки биюще, городы свои придвигивающи, за лѣсами лѣзуще, и лѣствицы исчинивше через стѣну лѣсти; и иная их замышления многа бяше. А гонцы многи гоняхутъ от Пскова ко князю Георгию и къ Новугороду со многою печалию и тугою; а в то время притужно бяше псковичемъ. А инии Нѣмцы, дружина их, стояше за Великою рѣкою; и что гдѣ полонивъше или мужьска полу или женьска, или девицу, или отрока, или скотъ, провадяху за Великую рѣку. И паки князь Еоустафеи подъимя изборянъ, овы на конях, овы пѣшьцев, и поидоша в помощь псковичемъ: оже Нѣмцы стоятъ на Завеличии; и подъѣхавше, оударишася на них; и абие не оуспѣша ничто же; овиих избиша, а инии в рецѣ истопоша; и полонъ их отъяша, и скотъ отгнаша. По том же божиимъ поспѣшениемъ приспѣ князь Давыдъ изъ Литвы съ людьми своими. И помощию святыя троица и молитвою князя Всеволода и князя Тимофея, съ мужи псковичи вополъчившеся, прогна ихъ за Великую рѣку, и пороки ихъ отъяша, и грады и иная ихъ замышления зажьгоша; и отбѣгоша Нѣмцы со многимъ студомъ и срамомъ. А князь великии Георгии и новогородцы не помогоша. И по томъ приѣхавши силнии послы изъ всея земля Немецькия во Псковъ, и доконъчаша миръ по псковской воли по всей.Псковская 1-я летопись, Тихановский список
В 1343 году Евстафий вместе с псковичами и изборянами ходил на ливонцев, и опустошил окрестности Оденпе (Медвежьей головы), где не бывали по сообщению летописца ни отцы, ни деды псковичей. Со многой корыстью Евстафий медленно возвращался во Псков, когда внезапно ливонцы организовали погоню и чуть не догнали его у Нового городка.
В 1355 году псковичи были в раздоре с Андреем Ольгердовичем Полоцким, который совершал набеги на Псковскую землю. Евстафий в том же году предпринял поход на Полоцк и опустошил его волость.
В 1360 году во Пскове началась эпидемия страшного мора, и Евстафий с двумя своими сыновьями стал его жертвой:
Въ лѣто 6868(1360). Бысть въ Плесковѣ вторыи моръ лютъ зѣло; бяше бо тогда се знамение: егда комоу гдѣ выложится железа, то вскорѣ оумирахоу мнози тою болѣзнью, много же время той смерти належаши на людех. Тогда же и Остафь князь преставися, и дѣти его два сына: Карпъ и Алексѣи.Псковская 1-я летопись, Погодинский список
О другом же его сыне, о Григории Псковском информацию можно найти в "Очерке внутренней истории Пскова" Александра Никитского, где сын князя описан хитрым и ловким политиком, сумевшим удержать власть в условиях появления новых претендентов на Псковский стол из Москвы и Литвы.

## Происхождение
Существует достаточно мало исследований, говорящих о проблеме происхождения Евстафия Изборского, однако можно выделить 3 основные версии:
1. Евстафий не был Рюриковичем, а происходил из рода местного изборского боярства, власть же получил из-за военных подвигов в борьбе с ливонцами, коими прославился по всей Руси. Эту версию косвенно подтверждает единичное упоминание Григория Евстафьевича в качестве не князя, но посадника: "...при велицѣмъ князи Дмитреи, а при Псковскомъ князи Матѳеи, при посадникѣ Григорьи Остафьевичѣ...", однако данное подтверждение заслуженно подвергается критике и часто признаётся ошибкой летописца[5].
2. Евстафий происходил из одного из многих мелких литовских родов. В таком случае Изборск он получил, вероятно, в результате призвания его или его предков горожанами. Таким образом, в глазах псковитян он имел право на власть, поскольку был из княжеского рода, хоть и литовского, ведь это им не мешало призывать литовских князей, подобных Довмонту, к правлению за их храбрость и прочие достоинства[5].
3. Евстафий происходил из рода Рюриковичей. В данном случае более всего известности приобрела теория выведения его рода от Смоленских Ростиславичей. Во многих трудах также можно встретить его с отчеством Фёдорович. В таком случае его отцом мог бы быть Фёдор Ростиславич Чёрмный (однако мы знаем имена его сыновей, Евстафия среди них нет) или же Фёдор Михайлович, сын Михаила Ростиславича, но о потомках данного Фёдора мы ничего не знаем, как и о его жизни. Последним и наиболее вероятным претендентом на роль отца из Ростиславичей служит Фёдор Юрьевич Ржевский[6].